# Socotabius pachytarsus
Socotabius pachytarsus is een hooiwagen uit de familie Cosmetidae.